# Honey, This Mirror Isn't Big Enough for the Two of Us
Honey, This Mirror Isn't Big Enough for the Two of Us é o segundo single lançado pela banda de rock americana My Chemical Romance, do álbum de estreia deles, "I Brought You My Bullets, You Brought Me Your Love" (e o segundo singgle lançado em sua carreira). É a segunda faixa do álbum. A música alcançou a posição de número 182 no Reino Unido.
A canção aborda o uso de drogas, refletindo sobre os problemas passados do vocalista Gerard Way com álcool.

## Videoclipe
O videoclipe foi exibido pela primeira vez na festa de lançamento do álbum "I Brought You My Bullets, You Brought Me Your Love" em 2002 e estava disponível online. Não foi amplamente lançado até 23 de setembro de 2005, na reedição de 2005 de "I Brought You My Bullets, You Brought Me Your Love". As cenas com a banda se apresentando foram dirigidas por Marc Debiak para a empresa de produção Grey Sky Films. As cenas intercaladas que contêm uma história semelhante ao filme de terror do diretor japonês Takashi Miike, "Audition", foram dirigidas por John Armson. A trama envolve um homem em busca de uma parceira e, após uma série de entrevistas, ele encontra uma mulher. Após o primeiro encontro, ele tenta achar onde ela mora e aparentemente não consegue encontrar o endereço dela. Quando ele retorna para casa, se serve de uma bebida e, depois de beber, desaba no chão. A mulher sai de uma porta, então passa a torturar o homem paralisado, colocando agulhas em seu peito e abaixo do olho e cortando a perna dele.

## Lista de faixas
Todas as faixas escritas e compostas por My Chemical Romance. 
| N.º            | Título                                                  | Duração |  |
| 1.             | "Honey, This Mirror Isn't Big Enough for the Two of Us" | 3:53    |  |
| 2.             | "This Is the Best Day Ever"                             | 2:14    |  |
| Duração total: | Duração total:                                          | 06:07   |  |

## Paradas
| Parada (2003)          | Melhor posição |
| ---------------------- | -------------- |
| UK Singles Chart (OCC) | 182            |

## Histórico de lançamento
| Região      | Data                   | Gravadora       | Formato        |
| ----------- | ---------------------- | --------------- | -------------- |
| Reino Unido | 15 de dezembro de 2003 | Eyeball Records | Disco de vinil |
| Reino Unido | 15 de dezembro de 2003 | CD              | Disco de vinil |